# UFC Fight Night 4
UFC Fight Night 4 foi um evento de artes marciais mistas promovido pelo Ultimate Fighting Championship, ocorrido em 6 de abril de 2006 no Hard Rock Hotel and Casino em Paradise, Nevada.

## Bônus da Noite
- Luta da Noite:  Brad Imes vs.  Dan Christison
- Finalização da Noite:  Dan Christison